# بوبي برنتيس
بوبي برنتيس (بالإنجليزية: Bobby Prentice)‏ هو لاعب كرة قدم بريطاني في مركز نصف الجناح، ولد في 27 سبتمبر 1953 في Douglas Water (hamlet) ‏ في المملكة المتحدة، وتوفي في 16 سبتمبر 2019. لعب مع نادي سلتيك وهارت أوف ميدلوثيان.